# Masia al carrer Garbí (Pineda de Mar)
La Masia al carrer Garbí és una masia de Pineda de Mar (Maresme) inclosa a l'Inventari del Patrimoni Arquitectònic de Catalunya.

## Descripció
Masia situada als afores de l'antic nucli de Pineda, però molt a prop dels nous barris que creixen a la banda de la muntanya, per sobre de la carretera. Com Can Martorell, ha quedat molt malmesa per les reformes; així doncs l'eixamplament del portal i d'algunes finestres han trencat l'aspecte originari de la façana de la masia. Cal destacar les finestres de l'extrem esquerre del tipus comú del segle xvii i els carreus cantoners de la façana. L'entorn de la masia també ha quedat malmès, tant per la construcció de blocs de pisos molt a prop del seu emplaçament, com la delimitació de l'actual propietat amb una tanca, fora de l'estil habitual.